# Camlog
Camlog Biotechnologies AG ist ein Hersteller und Anbieter von Systemen und Produkten für die dentale Implantologie und restaurative Zahnheilkunde mit Sitz in Basel in der Schweiz, während die Produktion bei der 1995 gegründeten Altatec GmbH mit Sitz in Wimsheim bei Stuttgart in Deutschland erfolgt.

## Geschichte
Die Camlog-Gruppe geht auf die 1994 gegründete Altatec Medizintechnische Elemente GmbH in Wurmberg in Deutschland zurück. Nach Entwicklung durch Axel Kirsch und Walter Dürr sowie praktischen Tests durch Axel Kirsch, Karl-Ludwig Ackermann und Gerhard Neuendorff wurde 1999 das Camlog-Implantatsystem auf den Markt gebracht (Cylinder-Line, Screw-Cylinder-Line; 2000 kam Root-Line hinzu, 2002 Screw-Line). 2004 wurden die Camlog Biotechnologies AG in Basel, die Altatec GmbH sowie die Camlog Vertriebs GmbH gegründet; die Produktion zog nach Wimsheim um. 2009 wurden die Screw-Line-K-Serie sowie die Option des Platform Switching eingeführt. Der Standort Wimsheim wurde erweitert. 2011 wurde das Camlog-Implantatsystem durch das Conelog-Implantatsystem mit konischer Implantat-Abutment-Verbindung ergänzt. 2013 erweiterte CAMLOG sein Produktportfolio um zwei neue Produkte, iSy by CAMLOG und DEDICAM, die auf der Internationalen Dental-Schau in Köln erstmals vorgestellt wurden.

## Organisation
Camlog ist in 20 Ländern vertreten. Dabei erfolgt der Vertrieb entweder durch Großhändler (Dänemark, Finnland, Frankreich, Italien, Japan, Kanada, Niederlande, Österreich, Polen, Singapur, Südkorea, Spanien, Taiwan, Thailand, Tschechische Republik, Türkei, Ungarn, USA, Vereinigtes Königreich) oder Tochtergesellschaften (CAMLOG Vertriebs GmbH in Deutschland, CAMLOG Schweiz AG).

## Produkte
- Camlog-Implantatsystem: Charakteristisches Element des Camlog-Implantatsystems ist die Implantat-Abutment-Verbindung, Tube-in-Tube genannt. Dieser rotatiosstabile Formschluss mit Nuten-Nocken-Verbindung zwischen Implantat und Abutment soll eine einfache und präzise Verbindung sowie eine gute Kraftverteilung ermöglichen. Camlog Screw-Line Implantate stellen in ihrer Geometrie konische Schraubenimplantate dar und sind mit Promote-Oberfläche (1,4 mm glattgedrehtem Implantathalsanteil) und Promote-plus-Oberfläche (0,4 mm glattgedrehter Implantathalsanteil) erhältlich.

- Conelog-Implantatsystem: Die 2011 eingeführten Conelog-Screw-Line-Implantate sind in der Innenkonfiguration mit einem Konus (7,5°) ausgestattet. Conelog-Abutments sind apikal mit einem Konus und drei Nocken versehen und greifen in die Konusverbindung und die drei Nuten des Implantats ein. Die Implantatschulter wird dabei nicht vom Conelog-Abutment abgedeckt (integriertes Platform Switching). Conelog-Abutments werden mit einer Conelog-Abutmentschraube im Conelog-Screw-Line-Implantat mit einem definierten Anzugsmoment fixiert. Die Implantate haben ebenfalls eine Promote-plus-Oberfläche.

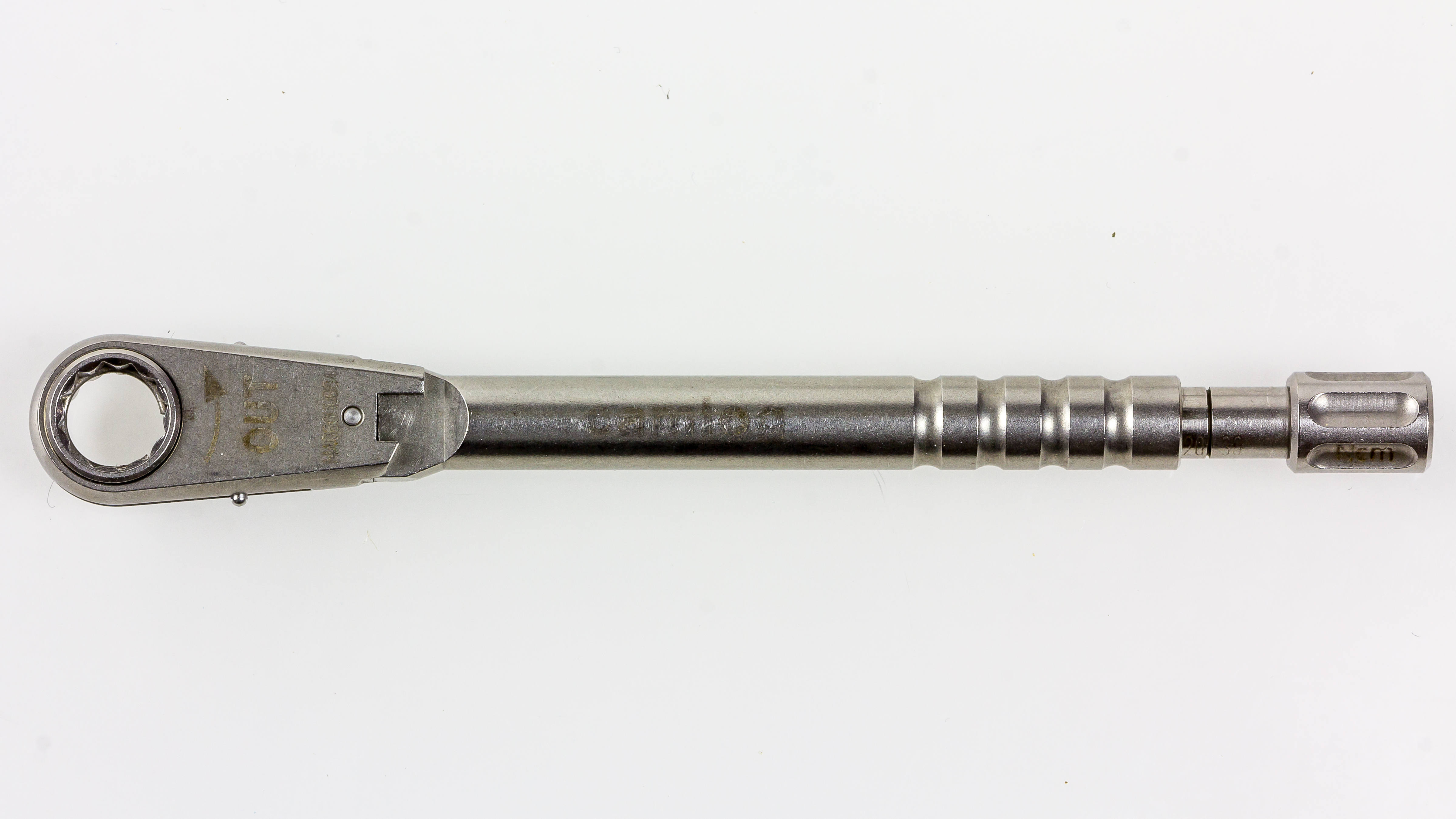
Camlog J5320.1030 Dental-Drehmomentratsche 0–30 N·cm

Die Außengeometrie der Implantate beider Linien ist identisch.

## Produktion
Zuständig für die Fertigung innerhalb der schweizerisch-deutschen Camlog-Gruppe ist die 1995 gegründete Altatec GmbH mit über 200 Mitarbeitern.
Produktion und Qualitätsmanagement sind zertifiziert nach EN ISO 13485 und EN ISO 9001; die europäische Richtlinie 93/42/EWG für Medizinprodukte sowie die Zulassungskriterien der US-amerikanischen FDA werden erfüllt.